# Gaston Mauger (FLE)
Pour les articles homonymes, voir Mauger.
Gaston Mauger, né en 1898 à Cherbourg et mort en 1978 dans la même ville, agrégé de l'université, est l'auteur de plusieurs manuels de français pour étrangers à diffusion mondiale pendant plusieurs décennies (des années 1950 aux années 1980), notamment dans les établissements culturels français.

## Enseignement
Professeur au Petit Lycée Condorcet à la fin des années 1940, il a notamment été professeur à l'École internationale de l'Alliance française de Paris, qu'il a dirigée durant de nombreuses années, après avoir enseigné à l'École supérieure de préparation et de perfectionnement des professeurs de français à l'étranger et à l'Institut britannique de l'Université de Paris.

## Ouvrages pédagogiques et manuels
Les années indiquées sont celles de la 1re édition. Les cahiers d'exercices et livres du maître (guides pédagogiques, instructions pédagogiques) ne sont pas indiqués.
- Les fables de La Fontaine, coll. Classiques France, Hachette, 1940
- Cours de langue et de civilisation françaises à l'usage des étrangers[3], (4 volumes) Hachette, 1953-1957, rééditions régulières (ouvrage dit Mauger bleu vendu à plus de 2 millions d'exemplaires) [4], prix de la langue-française 1958 de l’Académie française[5]
  - il existe des éditions "localisées" comme : (vi) Bài học về ngôn ngữ và văn minh Pháp, (ru) Курс французского языка. Langue et civilisation françaises
- Gaston Mauger, Jacqueline Charon, Manuel de français commercial à l'usage des étrangers[6], Larousse, 1958
- Gaston Mauger, Georges Gougenheim, Aurélie Ioannou, Le français élémentaire : Méthode progressive de français usuel, Hachette, 1962
- Contes et récits, histoires policières en français facile pour les exercices de lecture et de conversation, Hachette, 1962
- Gaston Mauger, Maurice Bruézière, Georges Gougenheim, Aurélie Ioannou, Le français accéléré : Méthode intensive de français parlé pour adultes, Hachette, 1964
- Gaston Mauger, Maurice Bruézière, René Geffroy, Le français et la vie (3 volumes), Hachette, 1971, (ouvrage dit Mauger rouge)
- Grammaire pratique du français d'aujourd'hui - Langue parlée, langue écrite, Hachette, 1968  (ISBN 2-01-002134-7)